# Wildhoney
Wildhoney ist das vierte Studioalbum der schwedischen Gothic-Metal-Band Tiamat. Es wurde am 1. September 1994 durch Century Media veröffentlicht.

## Entstehung

### Songwriting
Sänger und Gitarrist Johan Edlund zeigte sich mit dem Ergebnis des Vorgängeralbums Clouds unzufrieden. Nach der Veröffentlichung der EP The Sleeping Beauty (Live in Israel) trennte sich Edlund von all seinen Bandkollegen mit Ausnahme des Bassisten Johnny Hagel. Johan Edlund wollte aus der „klassischen Band-Konstellation“ ausbrechen. Ursprünglich sollte die Band aufgelöst werden, jedoch setzte sich der Inhaber von Tiamats Plattenlabel Robert Kampf stark dafür ein, dass die Band weiterbesteht. Edlund und Hagel schrieben an der neuen Musik und zeigten sich neben Metal auch stark von Psychedelic- und Progressive-Rock-Bands wie Pink Floyd und King Crimson beeinflusst. Weitere Einflüsse waren Dead Can Dance und Fields of the Nephilim. Das erste fertiggestellte Lied war Visionaire, an dessen Entstehung auch der ehemalige Gitarrist Thomas Petterson beteiligt war. Laut Johnny Hagel gab das Lied die musikalische Richtung für die weiteren Titel vor.
Kurze Zeit später nahmen Edlund und Hagel ein rein instrumentales Demo auf. Daraufhin reiste der Produzent Waldemar Sorychta nach Schweden und half den beiden Musikern, das Material weiter zu arrangieren. Einige Lieder bestanden anfangs nur aus drei Basstönen. Laut Sorychta klangen die meisten Lieder ähnlich wie das balladeske A Pocket Size Sun, und er musste die Musiker drängen, ihre Musik mit Metal zu vermischen. Vor dem Studiotermin waren die meisten Lieder fertig gestellt. Lediglich A Pocket Size Sun bestand vor den Aufnahmen als Skizze und wurde erst im Studio fertig gestellt. Das Intro Wildhoney war in seiner ursprünglichen Form deutlich länger. Von Seiten ihrer Plattenfirma hatten Tiamat laut Johan Edlund völlige künstlerische Freiheit erhalten.

### Aufnahmen
Die Aufnahmen fanden im Juli 1994 im Woodhouse Studio in Hagen statt. Von ihrem Plattenlabel hat die Band laut Johan Edlund ein „relativ stattliches Studiobudget“ erhalten. Vor dem Studiotermin hatten die Musiker das neue Material bewusst nicht fertiggestellt, um noch möglichst viel experimentieren zu können. Edlund erklärte in einem Interview, dass die Musiker vor den Aufnahmen selbst nicht wussten, wie das Album im Endeffekt klingen würde.
Produziert und gemischt wurde Wildhoney von Waldemar Sorychta. Als Studiomusiker wirkten der Gitarrist Magnus Sahlgren und der Schlagzeuger Lars Sköld mit. Beide Musiker wurden später zu festen Bandmitgliedern, wobei Sahlgren schon nach kurzer Zeit wieder aussteigen sollte. Alle Keyboards spielte Waldemar Sorychta ein. Kurioserweise hatten Tiamat für das Keyboard bereits einen Musiker engagiert, jedoch entschlossen sich die Musiker kurzfristig dazu, dem Produzenten den Job zu geben. Als Gastsängerin ist Birgit Zacher zu hören. Das Mastering übernahm Klaus „DMS“ Pauliks.

### Veröffentlichung
Das Albumcover wurde von Kristian Wåhlin gezeichnet. Für die Lieder Whatever that Hurts und Gaia wurden Musikvideos gedreht. Wildhoney erschien auf CD, LP und Kassette. Darüber hinaus wurde noch eine limitierte Box veröffentlicht, die neben der CD-Version noch ein Glas mit echtem Honig enthielt. Laut Discogs würde es 50 verschiedene Versionen des Albums geben, allerdings auch zahlreiche inoffizielle aus Osteuropa.

## Hintergrund
In Whatever that Hurts verarbeitet Johan Edlund seine Erfahrungen mit halluzinogenen Drogen. Im Text werden der Gemeine Stechapfel (im Liedtext Jimsonweed genannt, einer der englischen Trivialnamen der Pflanze) und die Pilzgattung Psilocybe genannt. Ebenfalls von Drogen handelt das abschließende Lied A Pocket Size Sun, in dessen Text es um LSD geht. Das Lied The Ar bezieht sich auf das Pentagramm als ein Zeichen, das den Menschen repräsentiert. Der Titel ist eine Kurzform von „Das Zeichen der arischen Rasse“.

„Es ist die alte Bezeichnung für das Pentagramm als Symbol für den Menschen, und für mich steht es sowohl für das Gute als auch für das Böse in jedem. […] Es hat nichts mit Politik und Faschismus zu tun, sondern bezieht sich auf etwas, das 5.000 Jahre alt ist.“

Gaia ist in der griechischen Mythologie die personifizierte Erde. Edlund schrieb mit Gaia zum ersten Mal einen gesellschaftskritischen Text, in dem er z. B. Tierversuche und die Abholzung der Regenwälder kritisiert. Visionaire beschäftigt sich mit dem Thema Satanismus, während Edlund Do You Dream of Me seiner damaligen Freundin widmete. Ferner offenbarte er bei diesem Lied seine Verletzlichkeit.
Jeder der zehn Titel wird im Booklet durch ein Bild dargestellt. Dafür reiste Edlund im Vorfeld der Veröffentlichung zu einem Freund nach Göteborg um passende Motive zu finden. Die zehn Titel des Albums gehen direkt ineinander über. Die einzige Unterbrechung findet zwischen den Liedern Gaia und Visionaire statt, um bei der Kassetten- bzw. LP-Version die Seite wechseln zu können.

## Rezeption

### Rezensionen
Das deutsche Magazin Metal Hammer kürte Wildhoney zum „Album des Monats“. Robert Müller bezeichnete das Album als „Gesamtkunstwerk“, welches „Stimmung und Gefühle überordnet und darunter Musik macht“. Wildhoney sei ein Album, welches „den Hörer wie ein warmer Mantel umhüllt und in die Träume flüstert“. Müller vergab die Höchstnote von sieben Punkten und schrieb, dass er die Höchstnote noch nie ernster gemeint habe als dieses Mal. Jan Müller vom Online-Magazin Metal1.info bezeichnete das Album als ein Werk, das in keiner Metal-Sammlung fehlen dürfe. Lediglich die Tatsache, dass das Album nur aus sieben Liedern und einigen instrumentalen Zwischenspielen besteht, verhinderte die Höchstnote, weswegen Müller 9,5 von zehn Punkten vergab. Laut Peter Kubaschk vom Online-Magazin Powermetal.de gelang Tiamat „auf 42 Minuten der perfekte Spagat zwischen hohem künstlerischen Anspruch, einer warmen Atmosphäre, Gänsehautmelodien und fragiler Düsternis“.

### Charts und Auszeichnungen
Wildhoney erreichte Platz 29 in den deutschen Albumcharts. Für die Band war es die erste Chartplatzierung überhaupt. Alleine in Deutschland wurden innerhalb eines Jahres nach der Veröffentlichung über 100.000 Exemplare des Albums verkauft. Im Jahre 1995 wurde Wildhoney bei dem schwedischen Musikpreis Grammis in der Kategorie Hardrock nominiert, der Preis ging jedoch an die Band Mary Beats Jane.

## Bedeutung
Das Album Wildhoney gilt als Genreklassiker. Eduardo Rivadavia vom Onlinemagazin Allmusic bezeichnete Wildhoney als „bahnbrechend“. Das Album hob die „Kombination der Band aus zurückbleibenden Death-Metal-Wurzeln und athmosphärischen Klanglandschaften zu beispiellosen Höhen der Innovation“. Für Robert Müller vom deutschen Magazin Metal Hammer ist Wildhoney „vielleicht das leuchtendste Beispiel des „Alles geht“-Gedankens der Neunziger“. Die Musik wäre „erstaunlich gut gealtert und hat bis heute keinen Hauch ihrer Magie verloren“. Fernando Ribeiro von der Band Moonspell bezeichnete Wildhoney als „für immer unangefochtenen Anführer aller progressiven Metal-Alben wegen der schieren Menge an zeitloser, kompromissloser Musik“. Frank Albrecht vom deutschen Magazin Deaf Forever bemerkte in seinem Artikel anlässlich des 25-jährigen Jubiläums der Veröffentlichung, dass Tiamat mit Wildhoney auch zahlreiche Hörer erreichten, die ansonsten keinen Metal oder Rock hören würden.
In dem Buch Best of Rock & Metal des deutschen Magazins Rock Hard, in dem die nach Meinung der Rock-Hard-Redaktion 500 stärksten Metal- und Hard-Rock-Alben aller Zeiten aufgeführt werden, belegte Wildhoney Platz 208. Wolfgang Schäfer bezeichnete Wildhoney als ein „wegweisendes Album, das ein wichtiger Pfeiler in Sachen Standortbestimmung nicht nur der Band, sondern auch einer gesamten Szene ist“. Das deutsche Magazin Visions führte Wildhoney auf ihrer 2019 veröffentlichten Liste der 55 besten schwedischen Rockalben. Das US-amerikanische Magazin Decibel nahm Wildhoney im Jahre 2015 in ihre „Hall of Fame“ auf.